# Andy Anderson
Andy Anderson (Londres, 30 de enero de 1951-26 de febrero del 2019) fue un baterista británico, conocido por su trabajo en The Cure. Su nombre real fue Clifford Leon Anderson.

## Biografía
Anderson trabajó con Nik Turner en su álbum Sphynx de 1978. Tocó con Steve Hillage en dos álbumes, Live Herald y Open, e hizo una corta colaboración con Hawkwind en 1983, pero no llegó a grabar nada con ellos. Tras abandonar esta última formación, se unió a The Glove en su único álbum, Blue Sunshine.
En 1983, tras su trabajo juntos en The Glove, Robert Smith lo reclutó para The Cure al mismo tiempo que el hasta aquel momento baterista, Laurence Tolhurst se movía a los sintetizadores. Andy colaboró en la grabación de los álbumes Japanese Whispers, The Top, y Concert.  Anderson fue el único miembro del grupo de origen africano.
Andy fue despedido de la banda el 17 de octubre de 1984 tras una pelea con guardias de seguridad en el Sun Hall de Nakano, Tokio, durante la gira Top Tour. Fue sustituido en la banda por Boris Williams. Desde entonces, grabó música para anuncios de televisión y colaboró con otros grupos. En una entrevista coincidiendo con los 20 años de la salida de Andy, Lol Tolhurst afirmó que Anderson sufría hipoglucemia, lo que podría haber provocado su errático comportamiento.
Murió el 26 de febrero de 2019 tras un cáncer. Pocos días antes de su muerte, anunciaba su estado terminal en su cuenta de Facebook.

## Discografía

### Con The Cure
- Japanese Whispers (1983)
- The Top (1984)
- Concert (1984)
- The Cure Live In Japan (1984) VHS

### Con The Glove
- Blue Sunshine (1983)